# Pocketful of Sunshine
"Pocketful of Sunshine" is een nummer van de Britse zangeres Natasha Bedingfield, dat afkomstig is van haar tweede album, Pocketful of Sunshine. Het nummer is uitgebracht op 12 februari 2007. Het nummer zou in het Verenigd Koninkrijk Natasha's tweede nummer zijn van de heruitgave van Pocketful of Sunshine op 7 juli 2008, maar dit is om onbekende redenen geannuleerd.

## Achtergrond
"Pocketful of Sunshine" is ook opgenomen in het Simlish voor het spel De Sims 2: Vrije Tijd, en was ook te horen in een finale van het televisieprogramma The Hills op MTV. Ook was het te horen in een seizoensfinale van het Canadese programma Degrassi: The Next Generation. Het nummer is ook de soundtrack van de films The Ugly Truth en Easy A.

## Tracklijst
| Nr. | Titel                              | Duur |
| --- | ---------------------------------- | ---- |
| 1.  | Pocketful of Sunshine (radio edit) | 3:02 |

| Nr. | Titel                               | Duur |
| --- | ----------------------------------- | ---- |
| 1.  | Pocketful of Sunshine (radio edit)  | 3:02 |
| 2.  | Pocketful of Sunshine (albumversie) | 3:22 |
| 3.  | Love Like This (Jim Jonsin remix)   | 4:14 |

## Hitnoteringen

### NederlandseSingle Top 100
| Hitnotering (Week 1 en 2): 04-06-2011 t/m 11-06-2011 Hitnotering (Week 3 t/m 6): 02-07-2011 t/m 23-07-2011 Hitnotering (Week 7): 20-08-2011 | Hitnotering (Week 1 en 2): 04-06-2011 t/m 11-06-2011 Hitnotering (Week 3 t/m 6): 02-07-2011 t/m 23-07-2011 Hitnotering (Week 7): 20-08-2011 | Hitnotering (Week 1 en 2): 04-06-2011 t/m 11-06-2011 Hitnotering (Week 3 t/m 6): 02-07-2011 t/m 23-07-2011 Hitnotering (Week 7): 20-08-2011 | Hitnotering (Week 1 en 2): 04-06-2011 t/m 11-06-2011 Hitnotering (Week 3 t/m 6): 02-07-2011 t/m 23-07-2011 Hitnotering (Week 7): 20-08-2011 | Hitnotering (Week 1 en 2): 04-06-2011 t/m 11-06-2011 Hitnotering (Week 3 t/m 6): 02-07-2011 t/m 23-07-2011 Hitnotering (Week 7): 20-08-2011 | Hitnotering (Week 1 en 2): 04-06-2011 t/m 11-06-2011 Hitnotering (Week 3 t/m 6): 02-07-2011 t/m 23-07-2011 Hitnotering (Week 7): 20-08-2011 | Hitnotering (Week 1 en 2): 04-06-2011 t/m 11-06-2011 Hitnotering (Week 3 t/m 6): 02-07-2011 t/m 23-07-2011 Hitnotering (Week 7): 20-08-2011 | Hitnotering (Week 1 en 2): 04-06-2011 t/m 11-06-2011 Hitnotering (Week 3 t/m 6): 02-07-2011 t/m 23-07-2011 Hitnotering (Week 7): 20-08-2011 | Hitnotering (Week 1 en 2): 04-06-2011 t/m 11-06-2011 Hitnotering (Week 3 t/m 6): 02-07-2011 t/m 23-07-2011 Hitnotering (Week 7): 20-08-2011 | Hitnotering (Week 1 en 2): 04-06-2011 t/m 11-06-2011 Hitnotering (Week 3 t/m 6): 02-07-2011 t/m 23-07-2011 Hitnotering (Week 7): 20-08-2011 | Hitnotering (Week 1 en 2): 04-06-2011 t/m 11-06-2011 Hitnotering (Week 3 t/m 6): 02-07-2011 t/m 23-07-2011 Hitnotering (Week 7): 20-08-2011 |
| Week: | 1 | 2 | | 3 | 4 | 5 | 6 | | 7 | |
| --- | --- | --- | --- | --- | --- | --- | --- | --- | --- | --- |
| Positie: | 94 | 96 | uit | 97 | 99 | 88 | 90 | uit | 100 | uit |

## Verschijningsdata
| Land             | Verschijningsdatum | Vorm           | Label                             |
| ---------------- | ------------------ | -------------- | --------------------------------- |
| Verenigde Staten | 11 februari 2008   | Radio          | Epic                              |
| Canada           | 29 juli 2008       | Remix-ep       | Sony BMG Music Entertainment (UK) |
| Verenigde Staten | 29 juli 2008       | Remix-ep       | Sony BMG Music Entertainment (UK) |
| Duitsland        | 15 april 2011      | Muziekdownload | Sony BMG Music Entertainment (UK) |
| Frankrijk        | 22 april 2011      | Muziekdownload | Sony BMG Music Entertainment (UK) |